# Aurich (Vaihingen an der Enz)

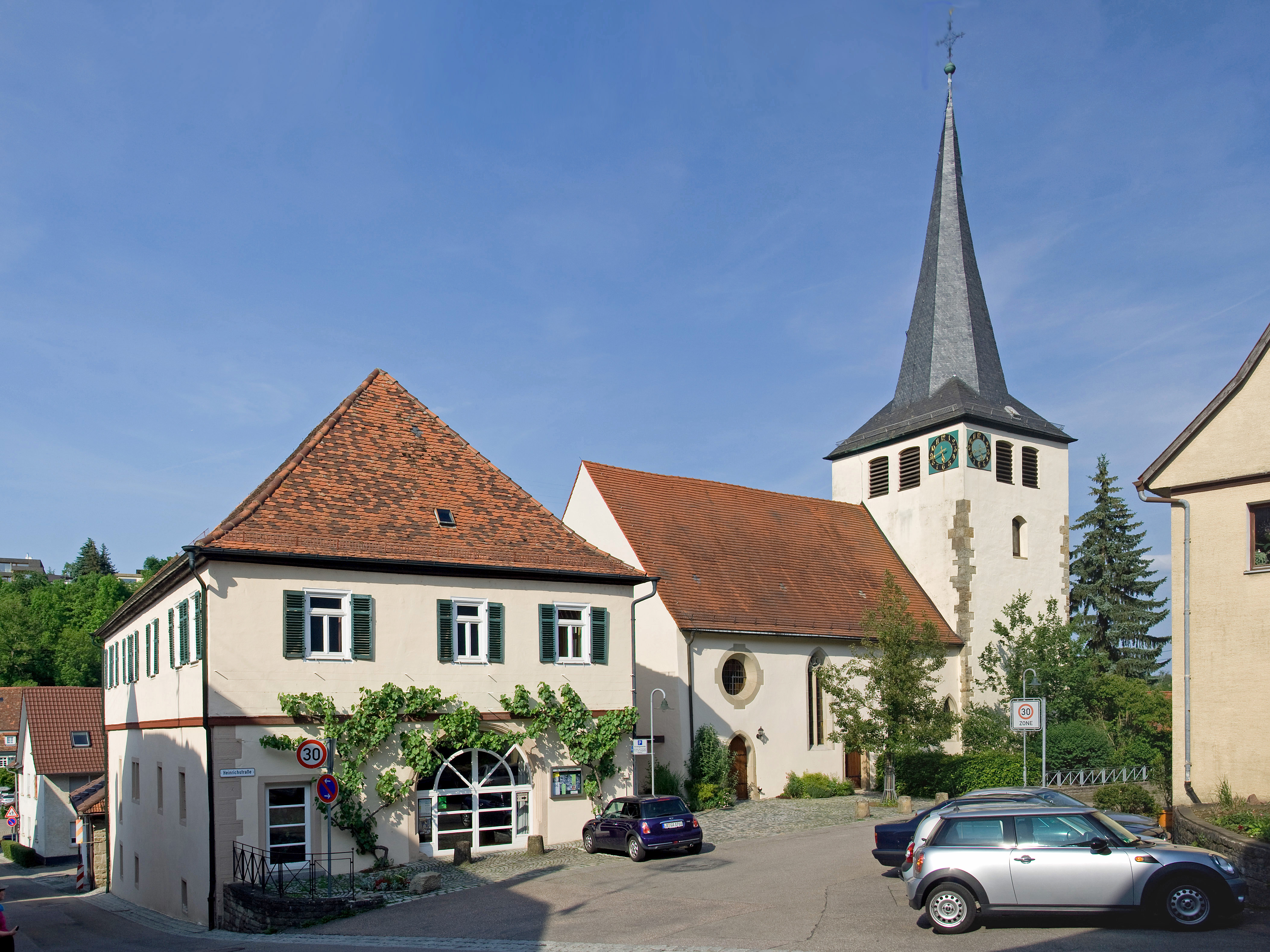
Denkmalgeschütztes Pfarrhaus und Johanneskirche in Aurich

Aurich ist ein Stadtteil der Großen Kreisstadt Vaihingen an der Enz im Landkreis Ludwigsburg in Baden-Württemberg und hat rund 1.700 Einwohner.

## Geographie
Aurich liegt rund drei Kilometer südwestlich der Kernstadt von Vaihingen. Die benachbarten Ortschaften sind Vaihingen an der Enz, Enzweihingen, Riet, Nussdorf, Großglattbach und Roßwag.

## Geschichte
Die Besiedlung des Ortes erfolgte wahrscheinlich im Jahr 85 durch die Römer. Der Flurname bzw. Ortsname „Urach“ ist im 8. Jahrhundert entstanden. Er beweist, dass im Kreuzbachtal der Ur- oder Auerochse sein Weideland hatte.
Aurich wurde das erste Mal in der zweiten Hälfte des 12. Jahrhunderts urkundlich erwähnt. Der Ort ist durch archäologische Funde als merowingerzeitliche Siedlung ausgewiesen. Bis um die Mitte des 20. Jahrhunderts wurde hier überwiegend Landwirtschaft sowie Obst- und Weinbau betrieben. Heute leben hier fast ausschließlich Pendler aus der Kernstadt sowie dem Stuttgarter Raum. Am 1. Januar 1975 erfolgte die angeordnete Eingliederung in die Großen Kreisstadt Vaihingen an der Enz als neunter Teilort.

## Infrastruktur
- Grundschule
- evangelischer Kindergarten
- Freiwillige Feuerwehr